# مائورو زولیانی
مائورو زولیانی (انگلیسی: Mauro Zuliani؛ زادهٔ ۲۳ ژوئیهٔ ۱۹۵۹) ورزشکار دو و میدانی اهل ایتالیا است.